# Gerty Cori
Gerty Theresa Cori z domu Radnitz (ur. 15 sierpnia 1896 w Pradze, zm. 26 października 1957 w Saint Louis w stanie Missouri) – amerykańska biochemiczka. W 1947 roku razem z mężem Carlem Corim otrzymała Nagrodę Nobla w zakresie fizjologii i medycyny za badania nad glikogenolizą. W 1928 roku przyjęła obywatelstwo amerykańskie.

## Biogram
Podstawowe wykształcenie uzyskała w wyniku kształcenia domowego. W latach 1906–1912 uczęszczała do żeńskiego liceum. W 1914 roku zdała egzamin do Tetschen Realgymnasium. W 1920 roku doktoryzowała się z medycyny na Uniwersytecie Praskim. W tym samym roku wyszła za mąż za Carla Coriego. W roku 1922 wraz z mężem wyjechała do USA.
Pracowali razem – od 1931 r. aż do śmierci Gerty małżeństwo kierowało laboratorium na Uniwersytecie Waszyngtona w Saint Louis. W 1936 r. odkryli w jaki sposób organizm przemienia glikogen w cukier. 1939 r. jako pierwsi wyprodukowali glikogen w próbówce.
10 grudnia 1947 roku Gerty i Carl zostali nagrodzeni Nagrodą Nobla. W tym samym roku uzyskała stanowisko profesora biochemii.
W 1948 American Chemical Society przyznało jej Garvan Medal.

## Dyskryminacja ze względu na płeć
Przez niemal 25 lat Gerty Cori zatrudniona była jako asystentka patologa. Zdarzało się, że nie wypłacano jej wynagrodzenia za wykonaną pracę. Jej dostęp do wyposażenia laboratoriów uniwersyteckich był ograniczony. Pomimo tego, że miała wykształcenie i doświadczenie równorzędne ze swoim równoletnim mężem, została profesorem 16 lat później niż on.